# Operación Koala
Operación Koala. Historia de Cantabria en Cómic es un libro-cómic creado por el dibujante, ilustrador e historietista Iñigo Ansola y los historiadores Adrián Setién y Ángel Revuelta. Editado en 2005 por la Dirección de Juventud del Gobierno de Cantabria, combina cómic y texto para narrar la historia de Cantabria desde la prehistoria hasta la actualidad.

## Características y estructura

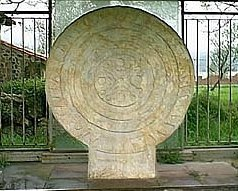
Estela cántabra de Barros (Cantabria). En sus viajes espacio-temporales Wlader, el crononauta, conocerá a los indómitos cántabros que se enfrentaron a las legiones romanas.

El libro elude el esquema de recuadro con pie de texto histórico ilustrado con viñeta. Operación Koala se articula mediante un guion desarrollado en forma de cómic y en el cual se insertan los textos históricos como sustento de la narración que se despliega en las viñetas. 
Con tamaño de folio A4 y 127 páginas a color, Operación Koala se estructura en un prólogo y siete capítulos, cada uno de los cuales se desarrolla en diferentes épocas de la historia de Cantabria: la prehistoria, las guerras cántabras y la romanización, la Alta Edad Media, la Baja Edad Media, la Edad Moderna, el siglo XIX y el XX. El libro se cierra con un apartado dedicado al «reparto de actores» que interpretan a los personajes y un mapa del territorio en el que se desarrollan las aventuras del personaje principal de la historia: Wlader 25-X Castañeda.

## Estilo
El estilo de la historieta fue así valorado por el crítico de cómic Yexus: 
Consecuente con el humor corrosivo que practica, no exento de cierta voluntad transgresora, el grafismo utilizado por el dibujante es de corte caricaturesco; se trata de un estilo sintético y sumamente expresivo, incluso tendente al feísmo, y cuyos referentes habría que buscar en la obra de maestros tan iconoclastas como Ja, Reiser o Ivá. Todo lo cual no es óbice para la abundante documentación empleada en la descripción de ambientes y personajes” (El Diario Montañés, 12/05/2005)

## Argumento
Tal y como se explica en la contraportada del libro: 
Wlader, el crononauta, viajará en el tiempo y en el espacio para llevar a cabo una importante misión. Gracias a unos viejos manuscritos y al programa informático The doors of perception ’98 nuestro héroe se paseará por la historia de Cantabria y conocerá a sorprendentes y desconcertantes personajes: el artista prehistórico, el indómito guerrero, la moza rapada, el valiente ballenero, el corsario atlántico, el hidalgo, el absolutista rural, el liberal burgués, el indiano, las amas de cría, el tratante, la sardinera, el alcalde-constructor… y muchos más. Lo que nadie, ni el almirante Spox, ni el sabio Arzox, ni el capitán Neürax, ni la becaria Inga Brebax, ni los agentes de la Espiral, ni los rebeldes tricloroxianos sabrán nunca es que aquellos misteriosos manuscritos fueron redactados en su día por los historiadores Adrián Setién y Ángel Revuelta y lo que Wlader, el crononauta, no puede ni imaginar es que su destino está escrito y dibujado por Iñigo Ansola.

## Portada
En la portada de Operación Koala, sobre un trasfondo de negro estrellado característico del espacio profundo y junto a una nave de la Flota Estelar del Imperio Omegano-Galáctico, Wlader, el protagonista de la historia, enfundado en su mono de malla roja flota conectado a una alquitara, con unos ojos hinchados de orujo y luciendo la larguísima narizota que caracteriza los dibujos de Iñigo Ansola.

## Capítulos
A lo largo de un prólogo y siete capítulos Wlader el crononauta viaja a través de la historia de Cantabria, asistiendo a sus principales hitos y conociendo a sus personajes más representativos, históricos o anónimos.

### Prólogo
En el año 5980 a bordo de la Nao Capitana de la Flota Estelar del Sacro Imperio Omegano-Galáctico el venerable sabio Arzox comenta al almirante Spox su último hallazgo: un manuscrito hallado en la Base Indrascópica de Urlow que relata la historia de Cantabria, una pequeña región del planeta Tierra, inaccesible este por una capa de gas letal Merdax-3. Será la clave para solucionar el mayor problema para la estabilidad del Imperio: la esterilidad del emperador (se seccionó los testículos entrenando con una espada láser). Solo con un trasplante de koala podrá restituirse su fertilidad, pero al ser una especie extinta deberá realizarse un viaje temporal a la Tierra utilizando como guía el manuscrito hallado, pues Cantabria era tierra de eucaliptos y, como todo el mundo sabe, estos son el hábitat natural de los koalas. Para que funcione el viaje lo deberá realizar un descendiente genético de los habitantes de Cantabria, Wlader, obrero siderúrgico, quien rememora así la descripción que sus antepasados hacían de su patria primigenia:
La belleza de aquel país de inmensas autopistas que te ponían en segundos de Soba en San Roque, rodeadas de preciosos plumeros de la Pampa, oh, qué entrañables aquellas montañas llenas de frondosos bosques de eucaliptos… ¡Todavía recuerdo aquellas tonadas que me cantaba!... ¡Cuando de segar yo venía al pasar por el sendero la mi morena me decía…!

### Primer Manuscrito Misterioso

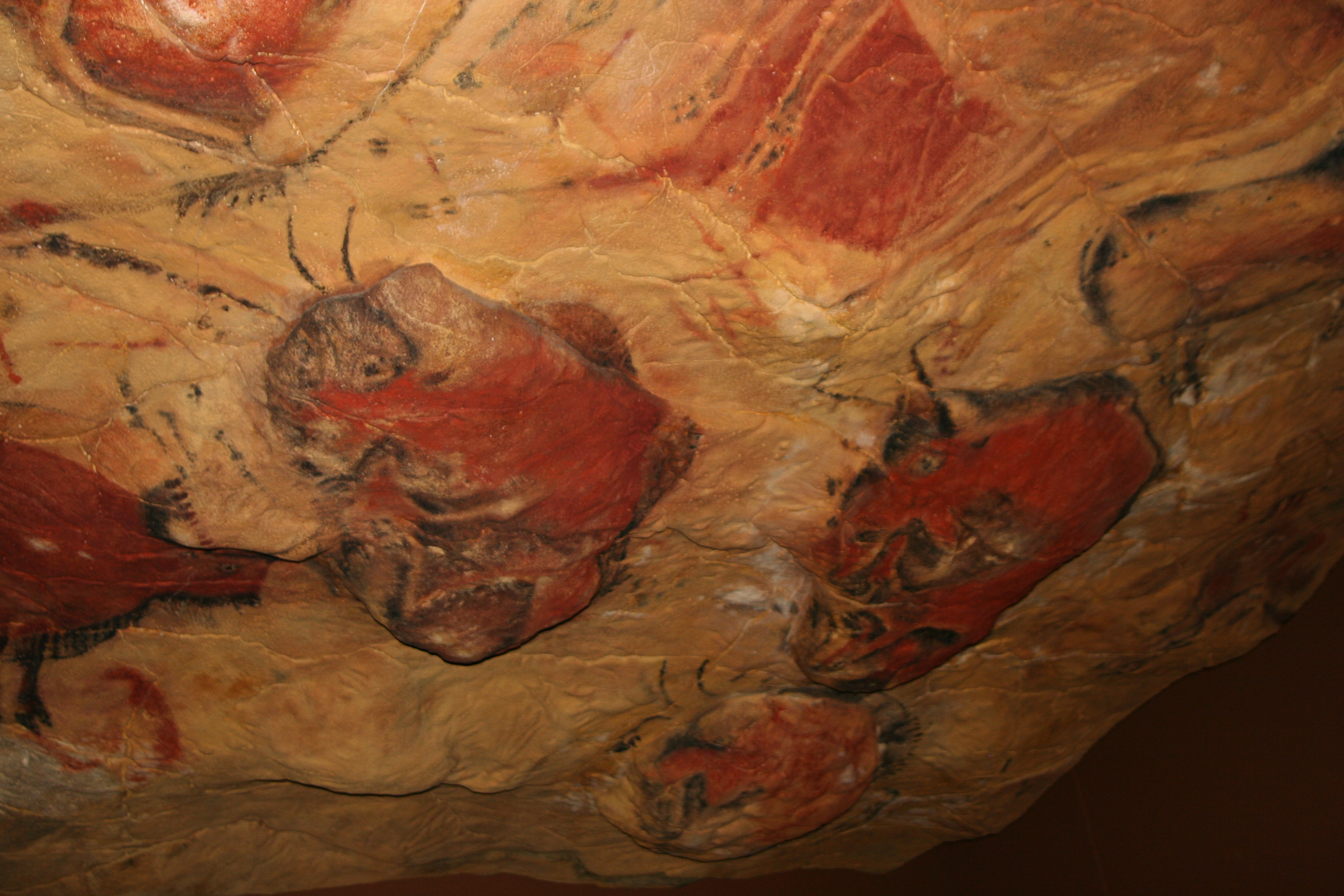
En plena prehistoria Wlader conoce en persona a la mujer que pintó la cueva de Altamira.

Iniciado el viaje temporal, Wlader recaba en la prehistoria, donde no haya eucaliptos ni koalas pero está a punto de ser devorado por un oso, es atacado por un jabalí, aprende a usar una azagaya (más o menos) y se enamora de la vida de los lugareños cazadores/recolectores, porque no tienen que trabajar. Así mismo descubre que el autor de las pinturas de las cuevas de Altamira (la Capilla Sixtina de la prehistoria) es… una mujer.

### Segundo Desconcertante Manuscrito
Desplazado a la época de las guerra cántabras, es acogido amistosamente por los legionarios romanos por ser «Neptuniano» (aunque Wlader se refería a su planeta de nacimiento y no a su creencia religiosa). Luego, con los cántabros ayuda a diagnosticar una enfermedad venérea que les afecta, antes de acompañarles a una reunión convocada bajo el roble sagrado de la ladera del monte sagrado, por donde pasa el río sagrado, para organizar la defensa contra la ofensiva de las legiones que avanzan al grito de «Paso a la civilización. Si os rendís pondremos alcantarillado en Retortillo».

### Impresionante Tercer Manuscrito
En la ciudad de Amaya, tras la caída del Imperio romano, Wlader es testigo de la evangelización de San Millán, quien, ante la indiferencia y las burlas de la población autóctona, pronostica la destrucción de la impía ciudad. Para cumplir la profecía acude a Toledo donde convence al rey Leovigildo para que arrase y conquiste la ciudad. Wlader ha de ser horrorizado testigo, una vez más, de una matanza. Tras un nuevo salto conoce a don Pelayo, descubriendo que se trata de un aborigen australiano arribado a la península ibérica sobre un tronco (aunque históricamente se le confundiera con un «aborigen asturiano»). Asiste a un encendido mitin en el que el caudillo cristiano convence a los cántabros para combatir la ofensiva islámica, aludiendo a un argumento irrebatible: los musulmanes pretenden prohibir el consumo de alcohol. En plena batalla de Covadonga, mientras intenta huir a caballo, Wlader se despeña cayendo sobre las tropas árabes, propiciando la victoria cristiana e iniciando el mito de Santiago Matamoros descendido de los cielos sobre su caballo blanco.

### Manuscrito Cuarto y lo que queda

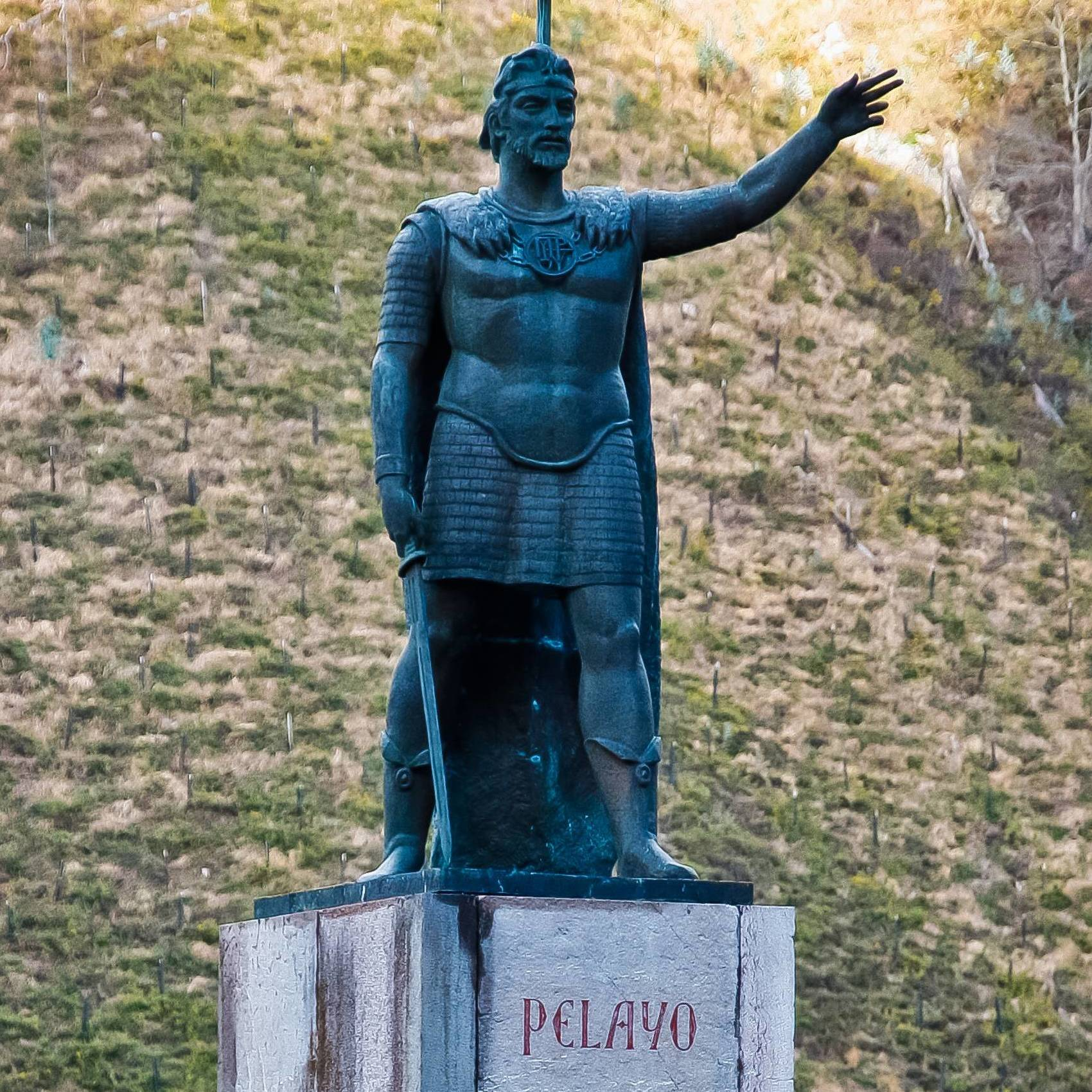
Estatua de don Pelayo en Covadonga, Asturias. ¿Aborigen asturiano o australiano?

En plena construcción de la Colegiata de San Pedro de Cervatos, Wlader es testigo del arte de los canteros montañeses: «Es usted un fenómeno, maestro Gutierre, estos capiteles porno quedarán preciosos en la iglesia nueva». Sin embargo debe huir, perseguido por un agente enviado por los rebeldes enciclopedistas de «Jacobinos sin Fronteras» para abortar la operación koala. Cabalgado una yegua donada por un feligrés para «expiar sus muchos asesinatos», se refugia en Castro Urdiales, donde embarca en un mercante que naufraga tras un virulento conflicto con representantes de las cofradías San Martín de Laredo y Santa María de Puerto para apoderarse de una ballena. Un nuevo salto le lleva a convertirse en escudero de un trasunto del Marqués de Santillana, culto cortesano, a quien acompaña en sus «cacerías» de doncellas.
Mozuelas de Santillana / vaqueras de Reocín / alegradme la mañana / a mis ansias poned fin. / Habréis de dadme licencia / ¿qué culpa tengo en el fondo, / de que la economía de subsistencia / me ponga a mí tan cachondo?
De cronodesplazamiento en cronodesplazamiento Wlader pasa de la rebelión campesina para escapar del dominio señorial a la guerra de banderizas entre Giles y Negretes, y siempre huyendo del infatigable agente tricloroxiano, hasta refugiarse en Santander.

### Quinto Manuscrito Impresionante
La villa marinera se ve asolada por la peste negra, afrontada por medidas como el resuello de bueyes, el vinagre o las procesiones religiosas. Visto lo visto huye en un barco francés que es abordado por corsarios al grito de «Chacolí, chacolí, la botella de chacolí», los cuales le desembarcan en Laredo, donde hace frente al ataque del Arzobispo de Burdeos. Ante la propuesta de las autoridades de rendirse (¿no es una ofensa a Dios el suicidio?) el ardoroso párroco vizcaíno se opone: 
- «Qué Dios ni que leches. ¿Es que no tenéis sangre en las venas? Muramos matando, coño, que no se diga». 

- «Estos vascongados son de un nacionalismo exacerbado», comenta un pejino.
En el siglo XVIII la suerte de Wlader parece cambiar, adoptado por un hidalgo rural, ilustrado admirador del Marqués de Sade, que quiere nombrarle heredero de su mayorazgo. Tras invitarle a admirar su colección de «fustas, zurriagos y correas», Wlader se extraña a la mañana siguiente de que la resaca de ron le haya producido llegas en las nalgas.

### Sexto Manuscrito para partirse de risa
En Laredo a comienzos del siglo XIX Wlader asiste a la vertiginosa disolución de una reunión de liberales cuando les llega aviso de la rebelión contra el absolutismo, pues los conspiradores están «muy ocupados» atendiendo a sus negocios. Huyendo de los carlistas es alistado por las tropas cristinas, de las que escapa refugiándose con contrabandistas pasiegos. Enamorado de un ama de cría que marcha a Madrid, el espíritu romántico de la época le lleva a intentar suicidarse al verse incapaz de vivir sin sus enormes senos (marca SAM).

### Séptimo Manuscrito para no dormir

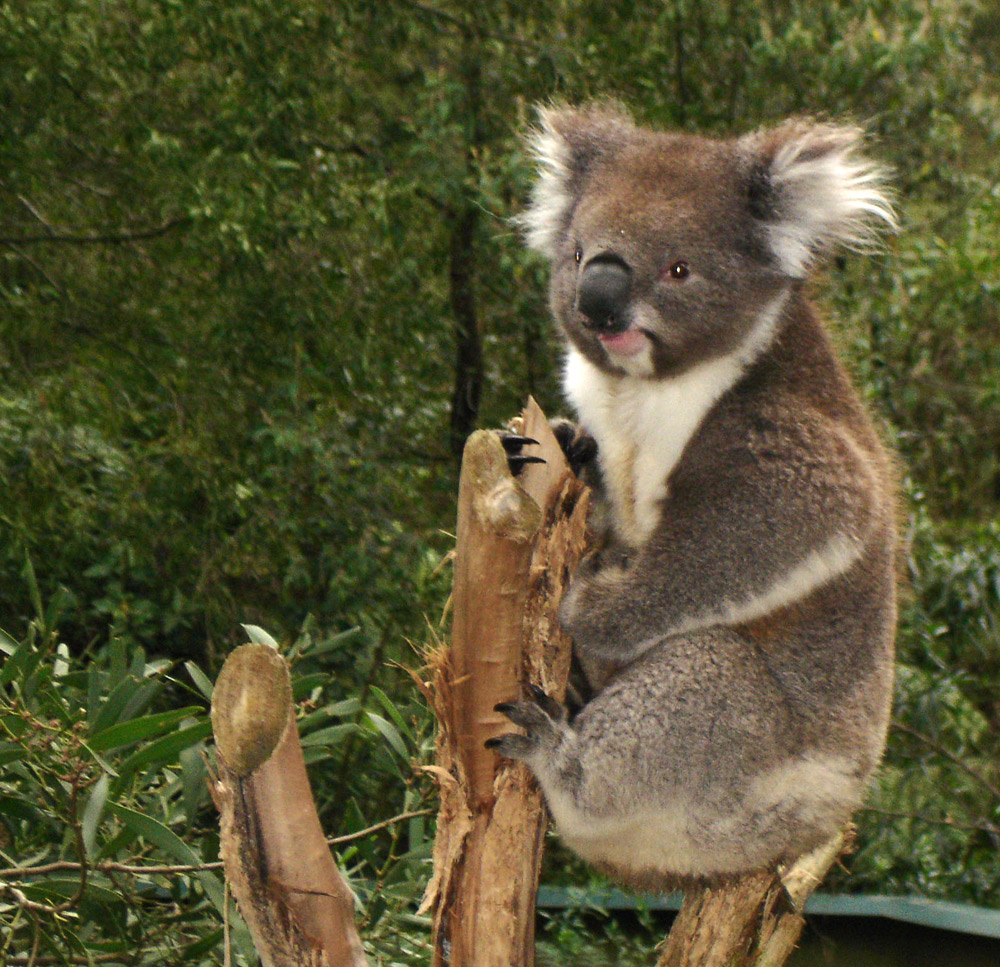
¿Hallará Wlader finalmente el koala cántabro?

A comienzos del XX Wlader halla, al fin, eucaliptos, afirmando entusiasmado: «La civilización avanza, se acortan las distancias y aumenta el nivel de vida. ¡Me gusta el siglo XX! ¡Ya estaba harto de tanto aislamiento y de tanta Guerra Civil!», un momento antes de descubrir que está en 1936. Sobreviviendo a represalias de ambos bandos, republicanos y «nacionales», tras la contienda y con la máquina del tiempo estropeada, el crononauta debe adaptarse a la vida en la región:
Wlader se arma de paciencia, se dedica a las más curiosas actividades. Ganadero en Cabuérniga, pescador en San Vicente, siderometalúrgico en Reinosa, rentista en Santander.
Arreglada la máquina es desplazado a nuestro presente, siendo testigo de los cambios: «¡Ahivá! Cuánto han construido y qué mal… ¿Dónde está la casona que había allí? ¿Y el encinar tan bonito que había allá? ¿Y las chirlas? ¿Y las sardinas?».
Dispuesto a culminar su misión Wlader busca piso como centro de operaciones. «Será fácil». Acaba viviendo bajo un puente en el que, junto a los típicos grafitis («Cantabria en Castilla. Cantabria a la ONU. Cantabria con La Rioja») figuran carteles electorales:
- «Más de lo mismo. Vota PP»
- «Por una jubilación digna para Jaime Blanco»
- «Revilla albarkari»

No obstante Wlader prospera: se hace amigo de un alcalde y se dedica a la construcción, encargando finalmente una pareja de koalas por Internet en la página www.koalasfrescos.yfinal. Pero un golpe de Estado derroca el Imperio Omegano-Galáctico y proclama la República en la Galaxia; los rebeldes sabotean la máquina del tiempo y el destino de Wlader se vuelve incierto. ¿Qué ocurrirá con él? ¿Y con los koalas? ¿Y qué fue de la estatua de Franco?

## Reparto
Un anexo cierra el libro, desgranando el ficticio reparto de actores que interpretan a los personajes que acompañan a Wlader en sus peripecias.
- Charlton Heston es Wlader
- Brad Pitt es el sabio Arzox
- Kevin Spacey es el almirante Spox
- Leonardo DiCaprio es el agente tricloroxiano
- Eduardo Noriega es el capitán Neürax
- Cameron Díaz es la becaria Inga Brebax
- Jodie Foster es la pintora de Altamira
- Denzel Washington es el hijo de Corocota
- Michael Douglas es San Millán de la Cogolla
- Uma Thurman es la pastorcilla cachonda
- Whoopi Goldberg es Don Pelayo
- Al Pacino es el maestro Gutierre
- John Travolta es Andresón de Sámano
- Carmelo Gómez es el Marqués de Santillana
- Orlando Bloom es García de Agüero
- Miguel Bosé es el doctor Barcenilla
- Gerard Depardieu es el padre del Arzobispo de Burdeos
- Calo Tonino es el capitán Calo
- John Malkovich es Don Pedro de Alvarado
- Tom Cruise es Fernández de Isla
- Alec Baldwin es el liberal anónimo
- Victoria Abril es la pasieguca
- Tim Robbins es el teniente coronel Bárcena
- Alfredo Mayo es el rojo de la pistola
- Quentin Tarantino es Muñoz Grandes
- Amparo San Miguel es la sobrina Amparín
- Julia Roberts es la chica mona
- El doctor Ramas es el doctor Ramas
- Putonga y Turulo (pareja en la vida real) son Adán y Eva

## Mapa
Operación Koala se cierra con un mapa cuya leyenda dice: «Mapa grabado en los entresijos del programa informático 'The doors of perception '98' que señala las tierras por donde Wlader paseara sus huesos. Escala: de oído».